# Vuissens
Vuissens és un municipi suís del cantó de Friburg, cap del districte de la Broye. Es tracta d'un municipi completament enclavat al Cantó de Vaud.